# Светско првенство у фудбалу за жене 2015. − група Ц
Група Ц ФИФА Светског првенства за жене 2015. била је једна од шест групе репрезентација које су се такмичиле на Светском првенству за жене 2015. Групу су чинили Јапан, Швајцарска, Камерун и Еквадор. Утакмице су одигране од 8. до 16. јуна 2015. године.

## Репрезентације групе А
| Позиција на извлачењу | Репрезентација | Конфедерација | Начин квалификовања                  | Датум квалификовања | Укупно учешћа | Последње учешће | Најбољи резултат | ФИФА рангирање на почетку првенства |
| --------------------- | -------------- | ------------- | ------------------------------------ | ------------------- | ------------- | --------------- | ---------------- | ----------------------------------- |
| Ц1 (носилац)          | Јапан          | АФК           | АФК Куп Азије за жене − победник     | 18. мај 2014.       | 7.            | 2011            | Победник (2011)  | 4                                   |
| Ц2                    | Швајцарска     | УЕФА          | УЕФА група 3 − победник              | 15. јун 2014.       | 1.            | —               | —                | 19                                  |
| Ц3                    | Камерун        | КАФ           | Афрички Куп нација − другопласиране  | 22. октобар 2014.   | 1.            | —               | —                | 53                                  |
| Ц4                    | Еквадор        | Конмебол      | плеј-оф Конкакаф–Конмебол − победник | 2. децембар 2014.   | 1.            | —               | —                | 48                                  |

## Табела
| Pos | Тим        | О | П | Н | И | ГД | ГП | ГР  | Бод. | Qualification                   |
| --- | ---------- | - | - | - | - | -- | -- | --- | ---- | ------------------------------- |
| 1   | Јапан      | 3 | 3 | 0 | 0 | 4  | 1  | +3  | 9    | Квалификовала се за нокаут фазу |
| 2   | Камерун    | 3 | 2 | 0 | 1 | 9  | 3  | +6  | 6    | Квалификовала се за нокаут фазу |
| 3   | Швајцарска | 3 | 1 | 0 | 2 | 11 | 4  | +7  | 3    | Квалификовала се за нокаут фазу |
| 4   | Еквадор    | 3 | 0 | 0 | 3 | 1  | 17 | −16 | 0    |                                 |

У осмини финала:
- Јапан је играо са Холандијом (трећепласирани тим групе А).
- Камерун је играо са Кином (другопласираном у групи А).
- Швајцарска (као један од четири најбоље  трећепласиране репрезентације) је играла са Канадом (победницом из групе А).

## Утакмице

### Камерун и Еквадор
Победа Камеруна резултатом 6 : 0 је највећа победа тима икада у њиховој првој утакмици на Светском првенству у фудбалу за жене, чиме је оборен рекорд Италије, која је победила Кинески Тајпеј са 5 : 0 1991. године.
| Камерун | (6 : 0)  | Еквадор |
| --- | -------- | ------- |
| - Маделејн Нгого Мани 34’ - Гаел Енганамут 36’, 73’, 90+4’ (пен.) - Кристине Мани 44’ (пен.) - Габриеле Онкене 79’ (пен.) | Извештај |         |

| Камерун | Еквадор |

### Јапан и Швајцарска
| Јапан                   | (1 : 0)  | Швајцарска |
| ----------------------- | -------- | ---------- |
| - Аја Мијама 29’ (пен.) | Извештај |            |

| Јапан | Швајцарска |

### Швајцарска и Еквадор
| Швајцарска | (10 : 1) | Еквадор                |
| --- | -------- | ---------------------- |
| - Енџи Понс 24’ (а.г.), 71’ (а.г.) - Есеоса Агбогун 45+2’ - Фабијен Хам 47’, 49’, 52’ - Рамона Бечман 60’ (пен.), 61’, 81’ - Мартина Мозер 76’ | Извештај | - Енџи Понс 64’ (пен.) |

| Швајцарска | Еквадор |

### Јапан и Камерун
| Јапан                                  | (2 : 1)  | Камерун          |
| -------------------------------------- | -------- | ---------------- |
| - Аја Самешима 6’ - Јуика Сугасава 17’ | Извештај | - Ажара Нкут 90’ |

| Јапан | Камерун |

### Еквадор и Јапан
| Еквадор | (0 : 1)  | Јапан              |
| ------- | -------- | ------------------ |
|         | Извештај | - Јуки Нагасато 5’ |

| Еквадор | Јапан |

### Швајцарска и Камерун
| Швајцарска                    | (1 : 2)  | Камерун                                         |
| ----------------------------- | -------- | ----------------------------------------------- |
| - Ана−Марија Црногорчевић 24’ | Извештај | - Габриел Онгене] 47’ - Маделејн Нгоно Мани 62’ |

| Швајцарска | Камерун |